# Министерство культуры Новой Зеландии
Министерство культуры и наследия Новой Зеландии (англ. Ministry for Culture and Heritage, маори Manatū Taonga) — государственное агентство Новой Зеландии, целями которого являются сохранение культурного наследия страны, работа над онлайн-ресурсами (New Zealand History, Энциклопедия Те Ара и другими), предоставление информации об искусстве, культуре, наследии, связи, спорте и отдыхе, а также забота о памятниках в стране.

## История
Нынешнее министерство было создано в 2000 году путём объединения министерства культуры и ответственной за историю и наследие части министерства внутренних дел, однако правительство Новой Зеландии занималось вопросами консервации и охраны культурного наследия страны за много лет до создания министерства — одной из первых подобных инициатив было основание Колониального музея (ныне — Те Папа Тонгарева) в 1865 году. Министерство культуры появилось в 1975 году и представляло собой департамент министерства внутренних дел, в 1991 году оно было выделено из его состава.
Первым министром культуры и наследия стала Хелен Кларк, занимавшая тогда должность премьер-министра.

## Министры
- Министры министерства культуры (2020)
- Ведущий министр культуры и наследия, Кармел Сепулони[англ.][4]
- Министр связи, Крис Фаафои[англ.][4]
- Министр спорта, Грант Робертсон[англ.][4]
- Министр искусства, культуры и наследия, Кири Аллен[англ.][4]
- Министр искусства, культуры и наследия, Джасинда Ардерн[4]

## Работа министерства
Финансирование таких организаций как Фонд по охране исторических мест Новой Зеландии и Королевский балет Новой Зеландии осуществляет министерство культуры. Ответственностью министерства является выдача лицензий на некоммерческое радиовещание. 
Министерство культуры ответственно за развитие и поддержку следующих научно-исследовательских ресурсов:
- New Zealand History — посвящён культурной, общественной, политической и военной истории страны. Тексты сайта доступны по лицензии CC-BY-NC 3.0
- Te Ara — the Encyclopedia of New Zealand — сайт, объединяющий доступные онлайн Новозеландский биографический словарь, Новозеландскую энциклопедию 1966 года и эссе, написанные историками XXI века. Тексты сайта доступны по лицензии CC-BY-NC 3.0
- 28th Māori battalion — посвящён 28-му добровольческому Батальону маори, принимавшему участие во Второй мировой войне в составе армии Новой Зеландии.
- ANZAC.govt.nz — сайт, посвящённый празднику «День АНЗАК», а также событиям Первой мировой войны, связанным с Новой Зеландией, включая Галлиполийское сражение.
- WW100 — подготовка празднования столетия Первой мировой войны.
- Vietnam War NZ — посвящён участию[англ.] Новой Зеландии в Войне во Вьетнаме.

Полный список проектов и сайтов министерства приведён на его официальном сайте.
Кроме того, на сайте министерства содержится список публикаций, посвящённых истории страны, и несколько исторических электронных книг, информация о программах, коллегиях и законопроектах, разработанных в министерстве.